# Pierre-Julien Nargeot

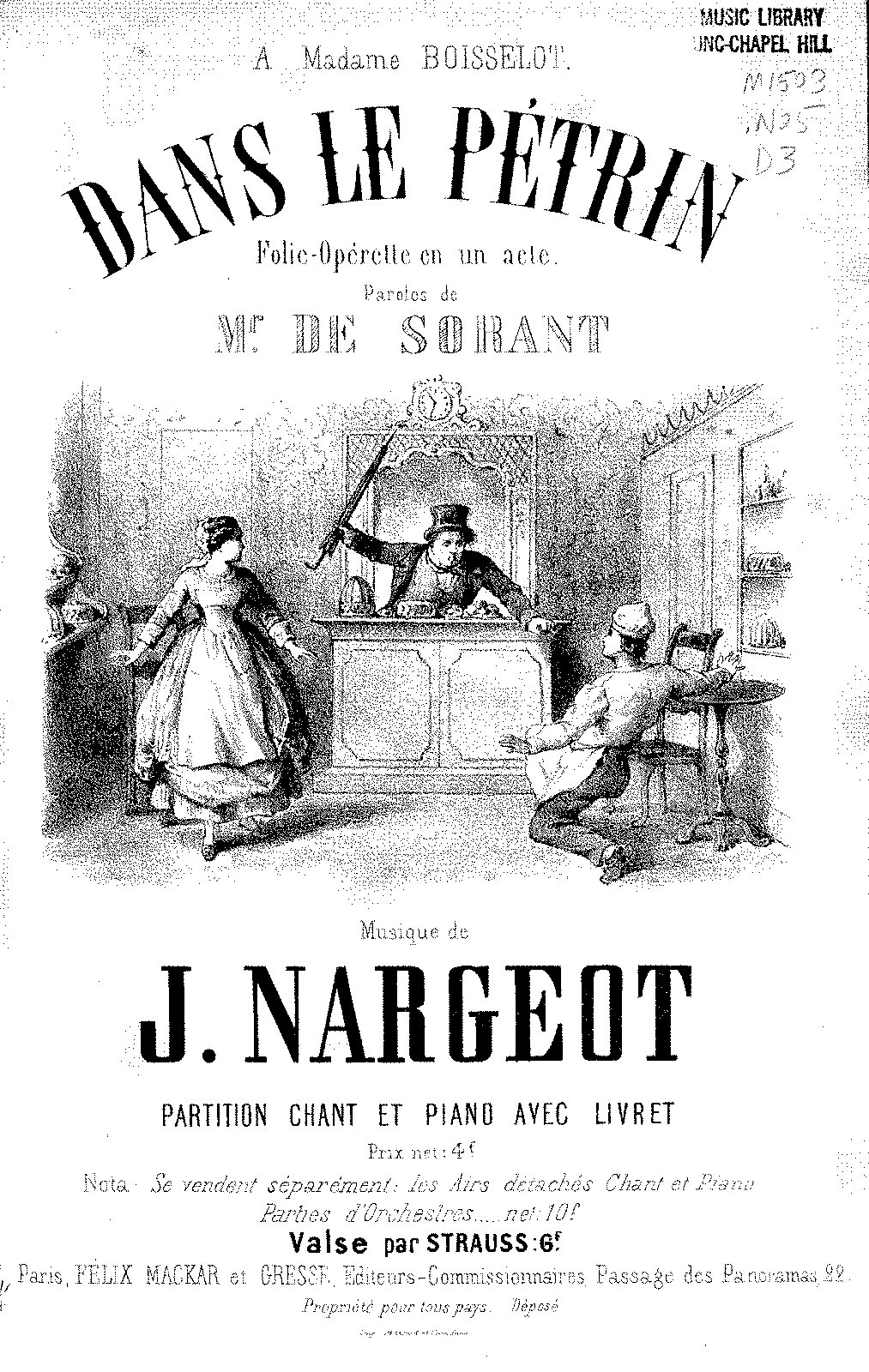
Page de couverture de l'opérette Dans le Pétrin, 1866

Pierre-Julien Nargeot est un violoniste, compositeur et chef d'orchestre français né le 14 janvier 1799 à Paris (4e) où il est mort le 28 août 1891.

## Biographie
Nargeot fait ses études musicales au Conservatoire de Paris où il entre à l’âge de 14 ans en octobre 1813. Il est l'élève de Rodolphe Kreutzer pour le violon et suit en même temps les classes de composition d'Auguste Barbereau, de Jean-François Lesueur et d'Antoine Reicha. En 1826, il obtient un 1er prix de contrepoint et fugue et en 1828 un deuxième Second Grand Prix de Rome avec la scène à une voix Herminie derrière Hector Berlioz, qui se présente pour la 3e fois et couronné Premier Second Grand Prix . Le Premier Grand Prix fut décerné cette année là à Guillaume Ross-Despréaux.
Pendant ses études au Conservatoire Nargeot est violoniste dans l'orchestre de l'Opéra-Comique et du Théâtre-Italien. Le  31 janvier 1826, il entre à l’Opéra. Il y restera jusqu’au 1er septembre 1839, quand il devient chef d’orchestre du théâtre des Variétés, boulevard Montmartre. On donne dans cette salle de spectacles des vaudevilles et des bals qui attirent un public parisien avide de divertissements. Le théâtre des Variétés prit un réel essor sous la direction de Nestor Roqueplan qui y fait jouer des pièces de Lockroy (Le Chevalier du Guet, 1840, On demande des professeurs, 1845, Les Trois coups de pieds, 1851), Alexandre Dumas (Halifax, 1842), Théophile Gautier (Le Tricorne enchanté, 1845), Eugène Labiche (Oscar XXVIII, 1848, Madame veuve Larifla, 1849, Un Monsieur qui prend mouche, 1852), Alfred de Musset (L’Habit vert, 1849), George Sand (La Petite Fadette, 1849) et d’opérettes de Jacques Offenbach (La Femme à trois maris, 1853, Pépito, 1853). C’est ainsi que Nargeot écrit un grand nombre de chansons, airs, quadrilles, rondes, insérés dans ces pièces, notamment dans Le Tricorne enchanté de Théophile Gautier (1845) et Le Lion empaillé de Léon Gozlan (1848). Certaines de ses pages ont un véritable succès.
En 1853, Nargeot quitte les Variétés et entre comme alto dans l'orchestre de la Chapelle impériale, que Napoléon III vient de rouvrir. Le directeur est Auber et chef d'orchestre Narcisse Girard. De 1828 à 1863, Il est membre de la Société des concerts du Conservatoire.
Il passe le reste de sa vie à composer, à essayer de faire représenter ses opérettes sur des scènes des boulevards parisiens et meurt à Paris, le 30 août 1891 à l’âge de 92 ans.

## Œuvres  principales
- Air varié pour violon avec accompagnement de piano
- Plaisir d’amour pour violon
- Cantate d'Herminie, 1828
- Le Petit Messelin, scène lyrique de Théodore de Banville, Folies-Nouvelles, 1855
- Trois troubadours, scène lyrique d’Étienne Tréfeu, Folies-Nouvelles, 1855
- Un monsieur bien servi!, 1856
- J. Pifferari, Buffooper, 1858
- Le Docteur Frontin, 1861
- Les Contrebandistas, 1861
- La Volonté de mon oncle, vaudeville, 1862
- La mère Godichon, chanson, parole d'Eugène Clément, 1863
- Les Exploits de Silvestre, 1865
- Un vieux printemps, 1865
- Dans le pétrin, 1866
- Jeanne, Jeannette et Jeanneton, 1876
- Les Ouvrières de qualité, opérette